# دليلك في برلين (قصة قصيرة)
دليلك إلى برلين هي قصة قصيرة بقلم فلاديمير نابوكوف، نُشرت لأول مرة في عام 1925. وقد ترجمها من قبله ابنه دميتري نابوكوف إلى اللغة الإنجليزية وأدرجت في مجموعة تفاصيل غروب الشمس وقصص أخرى (1976).

## ملخص المؤامرة
في القصة يروي الراوي لصديق زيارته لحديقة الحيوانات في برلين. في الأقسام القصيرة - «الأنابيب» و«عربة الترام» و«العمل» و«عدن» و«الحانة» - يصف جوانب الحياة اليومية في المدينة بتفاصيل واقعية، نموذجية نابوكوفية. في فيلم "The Streetcar"، ويقتصر رؤيته لهدف «الإبداع الأدبي»:
«لتصوير الأشياء العادية كما ستنعكس في المرايا اللطيفة للأزمنة المستقبلية؛ لتجد الحنان العطري من حولنا والذي لن يميزه إلا الأجيال القادمة ويقدره في الأوقات البعيدة عندما كل تافه من حياتنا اليومية البسيطة وسوف تصبح رائعة واحتفالية في حد ذاتها: والأوقات التي يرتدي فيها الرجل الذي قد يرتدي أكثر الجاكيتات العادية اليوم تنكريًا أنيقًا».
يقول «رفيقه في الشراب» (صديق سكرٍ) في الحانة أن المرشد فقير في «مدينة مملة ومكلفة»، ولا يفهم انشغال الراوي بعربات الترام أو السلاحف أو منظر ابن العشار الصغير من الملحق الخلفي. الجانب الأخير هو الجانب البارز. يعتقد الراوي أن الطفل سيكون لديه دائمًا نوع من التذكر الخافت لوجهة نظره الطفولية لهذه الوقت، مليئا بالتفاصيل التي ستبدو له فريدة من نوعها أو خاصة. هذا هو بالفعل ما يشعر به الراوي حول تجاربه الخاصة في برلين ذلك اليوم. إنه يستمد متعة كبيرة من الجماليات والآليات الاجتماعية، على الرغم من أن الآخرين قد لا يفعلون ذلك. وإن إمكانية وجود أشياء ذات خبرة مديدة قد تثير اهتمام الآخرين أو تسليهم أو تشكلهم مما يسحره.